# Ficedula nigrorufa
Ficedula nigrorufa là một loài chim trong họ Muscicapidae.

## Hình ảnh

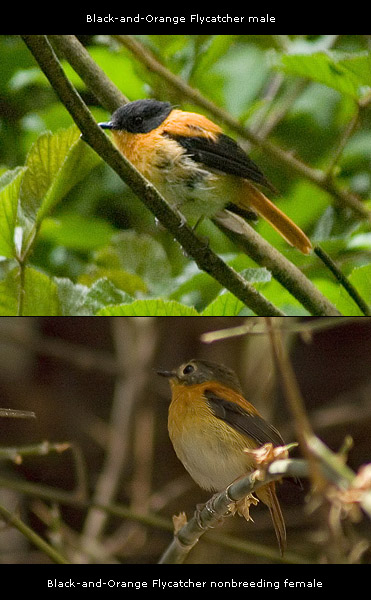
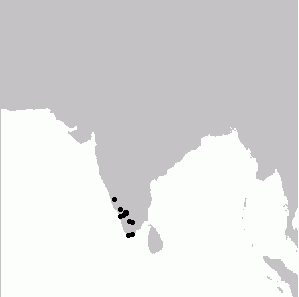
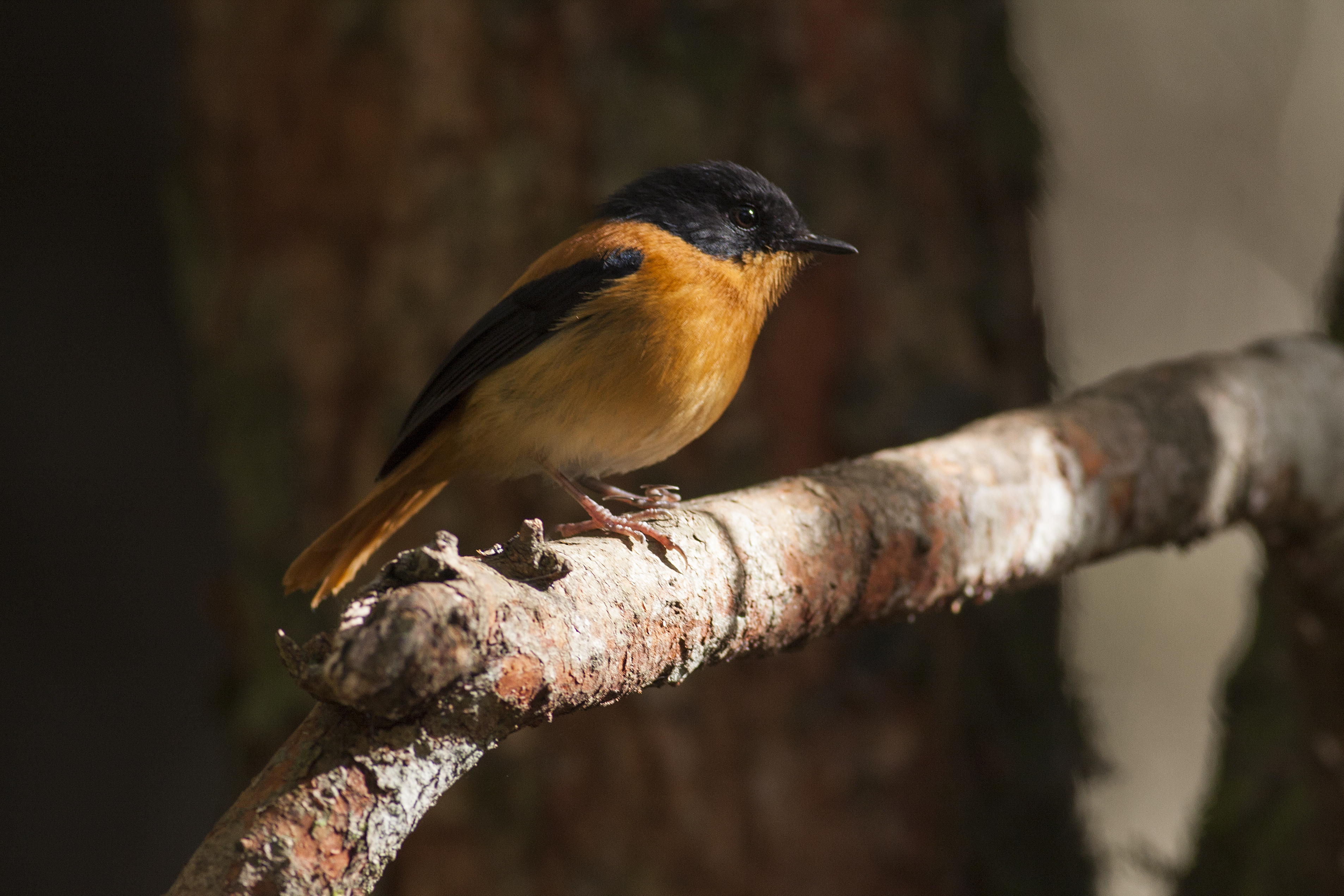